# Qurna
Qurna of Koerna is een Egyptisch dorp op de westelijke oever van de Nijl dat centraal in de Thebaanse necropolis is gelegen. Deze plaats is genoemd naar het graf van Sjeik Abd el-Qurna, wiens graf op het hoogste punt ligt.

## Bezienswaardigheden
- Rotsgraven die gedateerd zijn van de 11e tot de 20e dynastie

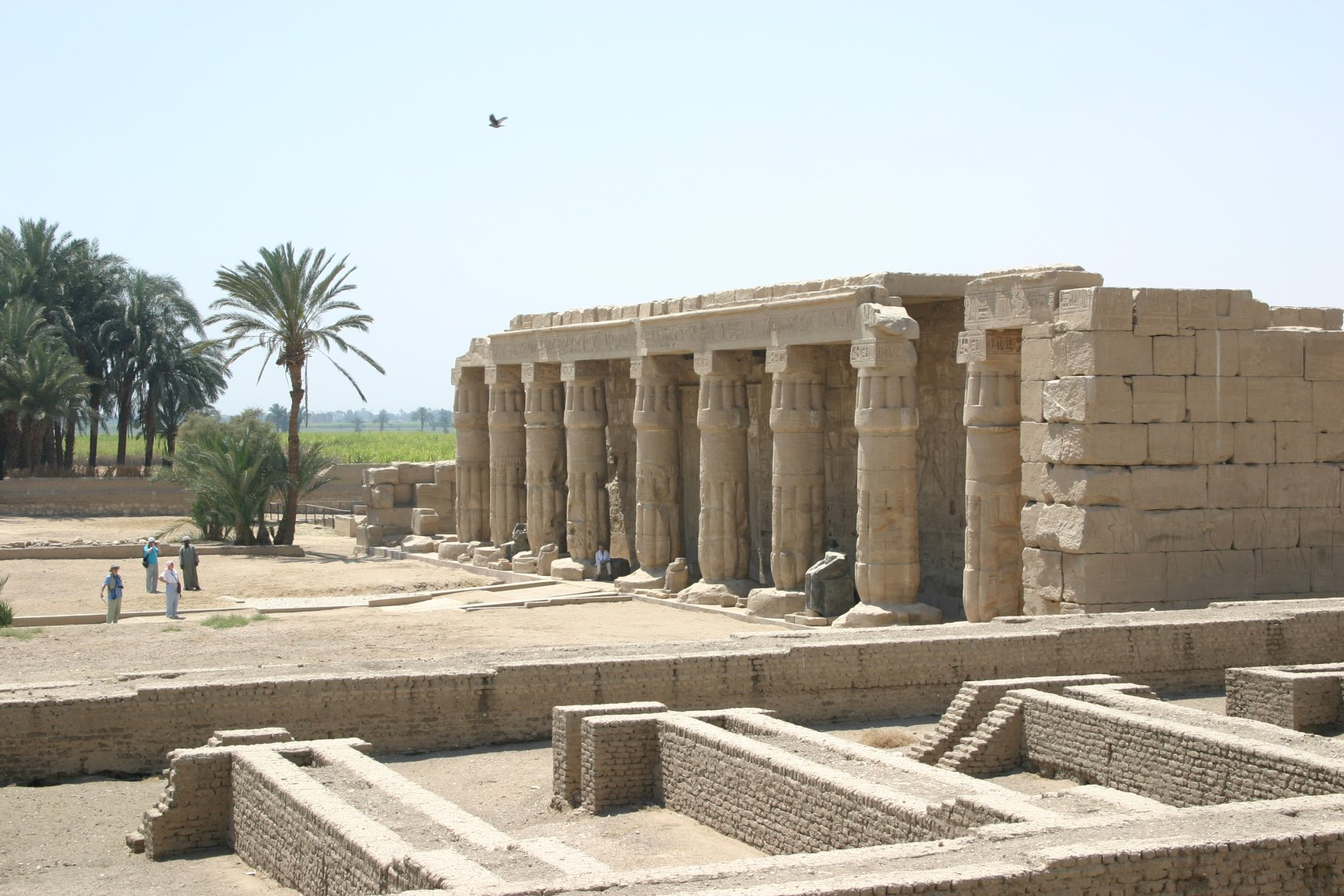
Tempel van Seti I (Koerna)

- Tempel van Seti I (Koerna)
- Dodentempel of Merenptah